# Wyoming felsőoktatási intézményeinek listája
Az alábbi listán az Amerikai Egyesült Államok Wyoming államának egyetemei, főiskolái és egyéb felsőoktatási intézményei szerepelnek.

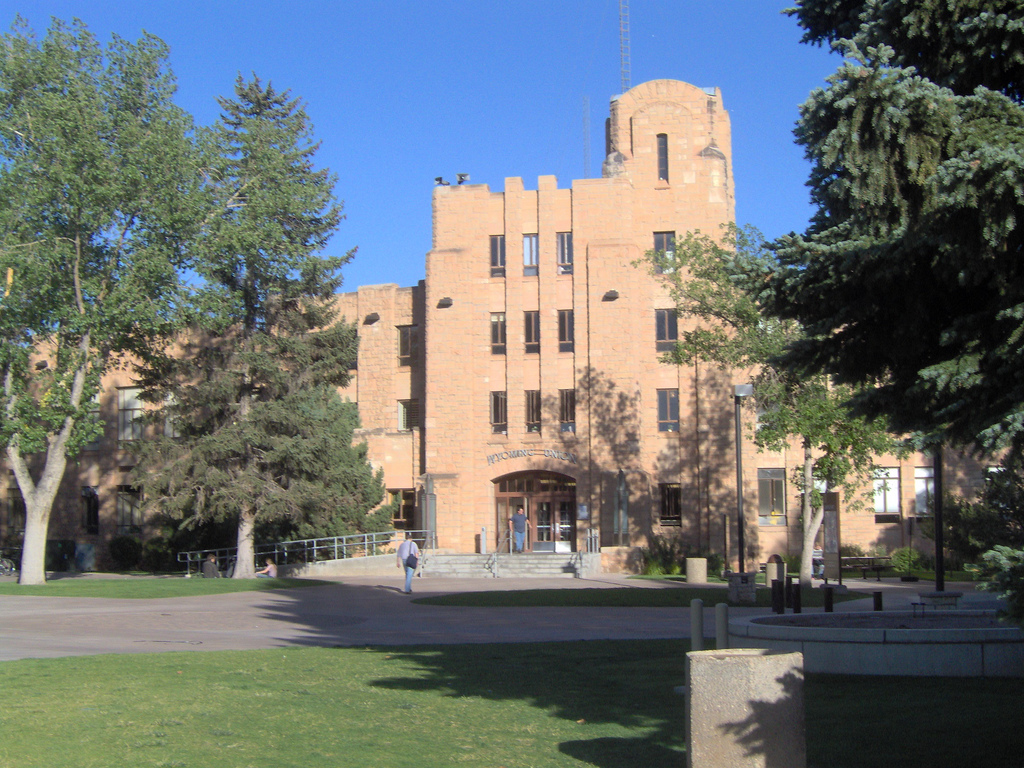
A Wyomingi Egyetem hallgatói szolgáltatási épülete

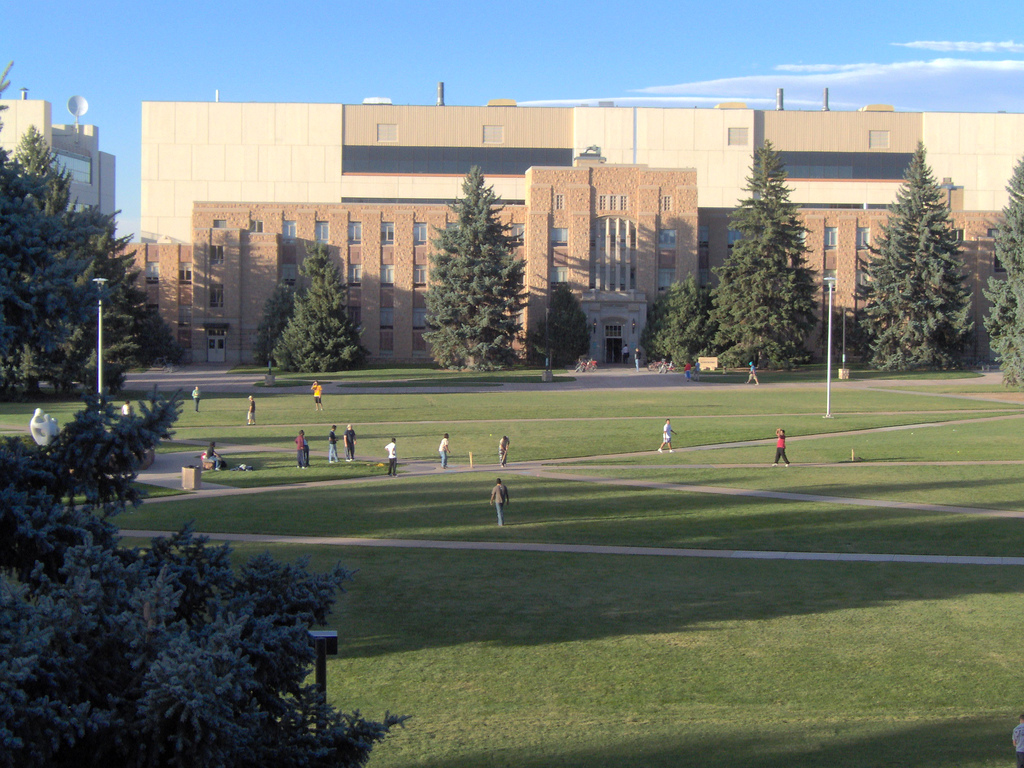
Sétatér a Wyomingi Egyetemen

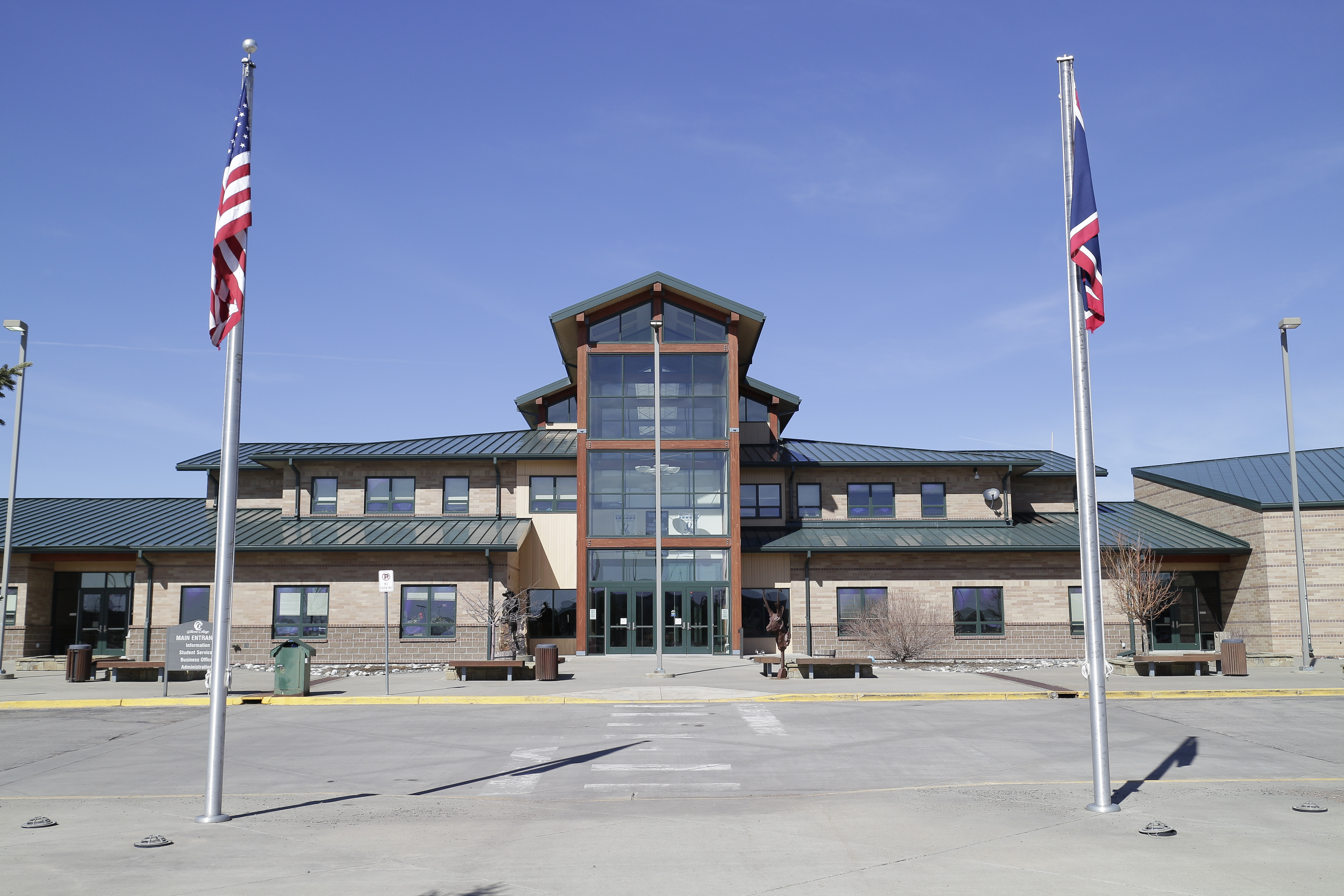
A Gillette-i Főiskola főbejárata

## Lista
| Név                                | Székhely      | Állami/magán    | Legmagasabb végzettség   | Alapítva | Hallgatók száma (2022. ősz) | Férfiak/nők aránya |
| ---------------------------------- | ------------- | --------------- | ------------------------ | -------- | --------------------------- | ------------------ |
| Casperi Főiskola                   | Casper        | Közösségi       | Felsőoktatási szakképzés | 1944     | 3354                        | 44/56              |
| Közép-wyomingi Főiskola            | Riverton      | Közösségi       | Felsőoktatási szakképzés | 1966     | 1923                        | 45/55              |
| Kelet-wyomingi Főiskola            | Torrington    | Közösségi       | Felsőoktatási szakképzés | 1948     | 1421                        | 41/59              |
| Gillette-i Főiskola                | Gillette      | Közösségi       | Felsőoktatási szakképzés | 1969     | 2165                        | 48/52              |
| Laramie megyei Közösségi Főiskola  | Cheyenne      | Közösségi       | Felsőoktatási szakképzés | 1968     | 3770                        | 39/61              |
| Northwest College                  | Powell        | Közösségi       | Felsőoktatási szakképzés | 1946     | 1423                        | 43/57              |
| Sheridani Főiskola                 | Sheridan      | Közösségi       | Felsőoktatási szakképzés | 1948     | 3277                        | 48/52              |
| Nyugat-wyomingi Közösségi Főiskola | Rock Springs  | Közösségi       | Felsőoktatási szakképzés | 1959     | 2391                        | 42/58              |
| Wyomingi Egyetem                   | Laramie       | Állami          | Doktori képzés           | 1886     | 11 110                      | 47/53              |
| Wyomingi Katolikus Főiskola        | Lander        | Magán           | Alapképzés               | 2005     | 361                         | 62/38              |
| WyoTech                            | Laramie       | Profitorientált | Felsőoktatási szakképzés | 1966     | 993                         | 93/6               |
| Wind River Tribal College          | Fort Washakie | Őslakos         | Felsőoktatási szakképzés | 1997     | 50                          | ?                  |

## Fordítás
- Ez a szócikk részben vagy egészben  a   List of colleges and universities in Wyoming című angol Wikipédia-szócikk ezen változatának fordításán alapul.  Az eredeti cikk szerkesztőit annak laptörténete sorolja fel. Ez a jelzés csupán a megfogalmazás eredetét és a szerzői jogokat jelzi, nem szolgál a cikkben szereplő információk forrásmegjelöléseként.